# Chiesa di Santa Lucia (Reggio Calabria)

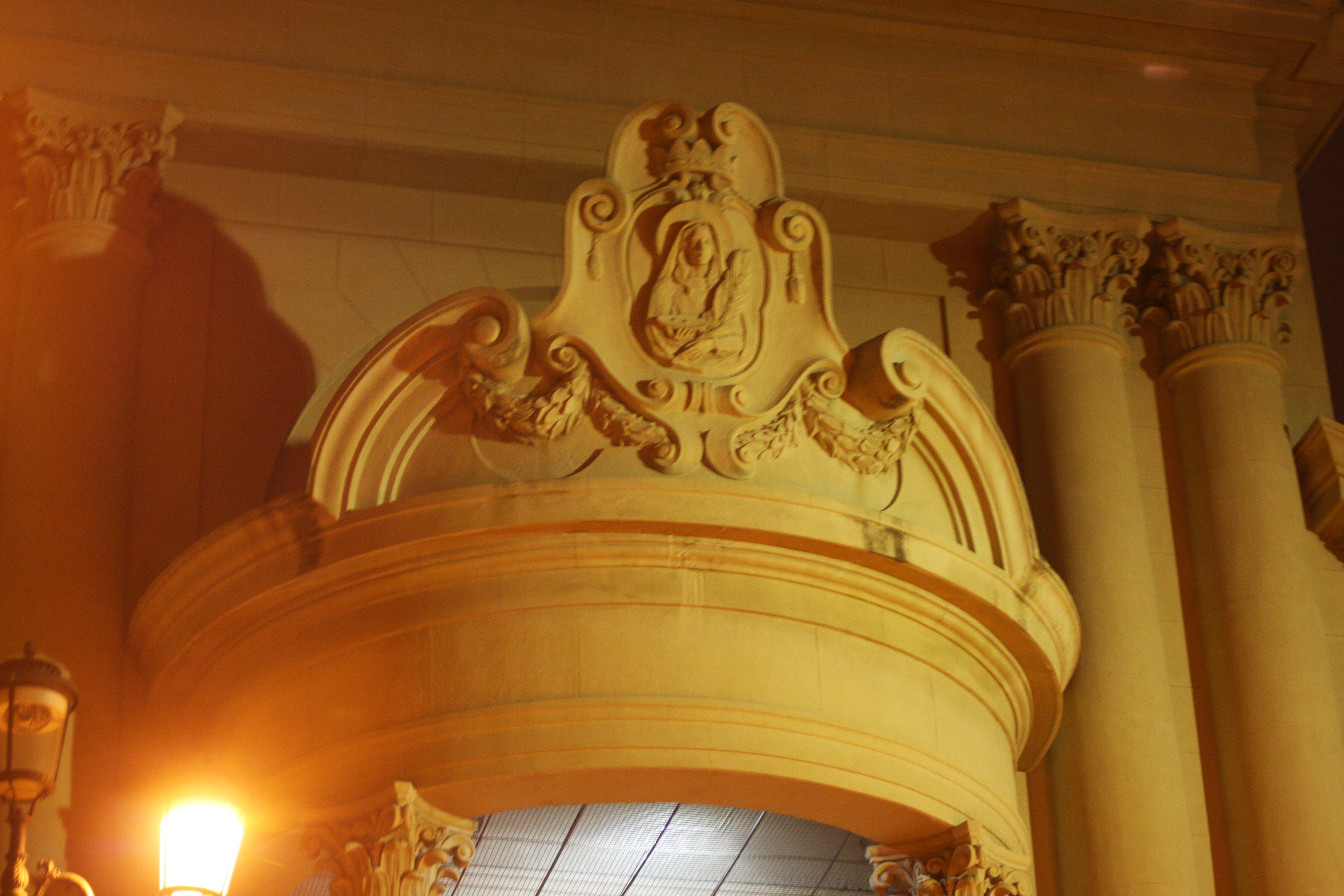
particolare della facciata della chiesa.

La parrocchia di Santa Lucia, è stata fondata con decreto arcivescovile il 10 aprile 1629 dall'arcivescovo Annibale D'Afflitto. I suoi confini furono ampliati nel 1783 da monsignor Capobianco e dal 1798 fu considerata parrocchia urbana.

La chiesa attuale, di stile rinascimentale, fu edificata nel 1930 su progetto del carmelitano padre Cesare Umberto Angelini e si trova al centro della città in via XXV Luglio.
La chiesa ha tre navate ed è preceduta da una grande scalinata che ne consente l'accesso dalla via De Nava.

## Opere
Presso l'altare maggiore c'è un interessante gruppo scultoreo ad opera di Michele di Raco che rappresenta la glorificazione di Santa Lucia armonicamente inserito nel grande mosaico absidale, opera dell'artista Gisa D'Ortona.

In una nicchia della navata laterale si può ammirare un'antica statua lignea di Santa Lucia, attorniata da un prezioso mosaico e da diversi bassorilievi raffiguranti la vita ed il martirio della santa.

## I parroci che si sono succeduti
Di seguito è riportato l'elenco dei parroci della chiesa di Santa Lucia:
- mons. Aurelio Quattrone (1920-1966);
- don Domenico Geraci (1966-2013);
- don Massimo Laficara (2013-2016);
- don Domenico Cartella, dal 2016.